# Kažnjavanje žena šišanjem
Kažnjavanje žena šišanjem, ili prisilno brijanje glave ženama bila je jedna od populističkih mera zlostavljanja u svetskim ratovima na tlu Evrope zbog „horizontalne kolaboracije” sa okupatorom, ili stupanja sa njim u intimne odnose. Postojala je u mnogim zemljama Evrope i Srbiji tokom Prvog i Drugog svetskog rata, ali i u nacionalnim revolucijama npr. Grčkoj i Španiji. 
Činom gubitka kose žene su gubile značajnu odliku ženstvenosti, pa je u tom smislu kazna trebalo da ima za cilj deseksualizaciju, simboličku žensku kastraciju i istovremeno demonstraciju muške dominacije.

## Preduslovi
Gotovo da nije bilo ratnih sukoba na prostoru Evrope u prvoj polovini 20. veka koji nije rezultovao „horizontalnom kolaboracijom” sa okupatorom ili stupanja sa njim u intimne odnose. Potreba zapošljavanja i pojačanog angažovanja žena u pogledu zapošljavanja, snabdevanja i staranja o porodici zahtevala je značajnu aktivnost žena koje su usled odsustva muževa (zbog odvođenja u zarobljeništvo i logore) ili gubitka bračnog druga (u bombarovanju, represalijama i odmazdama), samostalno donosile odluke i vodile brigu o sebi i porodici. 
Okupacija je povećala nezavisnost žena koje su postale ekonomski i emotivno jako ranjive, i u tim uslovima naterane da postanu samopouzdanije i preuzmu tradicionalne muške uloge.
Novonastala opšta nemaština i moralno posrnuće u mnogim sferama života koje je rat doneo uticali su i na ogroman porast prostitucije. A žene koje su same sebe izdržavale i nisu imale pomoć sredine i rodbine, često nisu imale drugog izbora nego da se okrenu prostituciji, ponekad i u strahu od reakcije okupacionih snaga na odbijanje njihovih ponuda za stupanje u intimne odnose.
Prekršaji reda, od snabdevanja preko crne berze do primene laži i kamuflaže u nabavci namirnica, razne vrste dovijanja i prevara kako bi se opstalo, učinile su da se stanovništvo navikavalo na kršenje pravila i normi. Jedan prekršaj vodio je u drugi, a postepeno prilagođavanje i prihvatanje takvog stanja vodili su opadanju morala i seksualnih normi.
Horizontalna kolaboracija je kod pojedinih žena bila i proizvod teške površnosti i lakomislenosti. ali i oblik bekstva iz tmurne ratne svakodnevice.
Nekim ženama, drugojačijih moralnih shvatanja, okupacija je donela i osećaj da su nestale ranije norme ponašanja i vladanja, što ih je dodatno motivisalo da stupalaju u intimne veze sa okupatorskim vojnicima, čak i naočigled supruga i ostalih ukućana.
Početak rada za okupatore označavao je i stupanje u bliskije kontakte sa njima i mogućnost uspostavljanja intimnih veza, što se vrlo često dešavalo, posebno u slučajevima mlađih žena. U ljubavnim vezama sa neprijateqskim vojnicima postojala je i izvesna hijerarhija, pa su žene koje su zauzimale istaknutije položaje stupale u veze sa predstavnicima okupacionih vlasti višeg ranga. Takve žene okupator jr tokom rata zloupotrebljavao za potrebe obaveštajne službe. (uglavnom preko njihovih seksualnih usluga) u cilju pribavljanju informacija...ali i na predubeđenju o ženskoj „brbljivosti“ i nesklonosti ka čuvanju tajni.
Tako je rat, nemaština i prisustvo stranih vojnika na prostoru Evrope utica na kidanje obruča građanskih obzira i morala, što je bilo i očekivano u javnosti već na samom početku okupacije, jednim delom i zbog sećanja na ponašanje pojedinih žena u ranijim okupiranim zemljama kroz istoriju ratovanja.

## Istorija
Brijanje glave ženama pojavljivilo se u praksi mnogih evropskih zemalja, u prvoj polovini 20. veka. 
- Prvi slučajevi zabeleženi su u Belgiji krajem Prvog svetskog rata, kada je to bila neka vrsta žigosanja zbog saradnje sa okupacionim snagama.
- U periodu između dva svetska rata u Rajnskoj oblasti i Nemačkoj brijanje glave ženama bilo je rasistički motivisano i upereno protiv žena koje su bile protivnice nacista (najčešče Jevrejke ili ćene koje su bile u intimnim vezama sa Jevrejima).[9]
- U Španiji i Grčkoj u periodu građanskog rata brijanjem glave kažnjavane su žene koje su podržavale snage levice.
- Kažnjavanje žena šišanjem zbog horizontalne kolaboracije sa Nemcima, počeo je da primenjuje već u prvim danima pobune u Srbiji u jeseni 1941. godine, monarhistički pokret otpora (JVuO).
- Krajem Drugog svetskog rata brijanju glava kao mera kažnjavanja zbog bliskih veza sa okupatorom primenjivane su u Francuskoj, Belgiji, Danskoj, Holandiji, Norveškoj.[10][11]

## Značaj
"Horizontalna kolaboracija u Drugom svetskom ratu“ u Francuskoj i drugim zemljama postala je jedna od najnepodnošljivijih vrsta kolaboracije, ne zbog svojih neposrednih efekata, koji su bili zanemarljivi, u odnosu na njenu brojnost, već zato što je predstavljala apsolutni poraz, jedne nacije.
Brijanje glave vršeno je isključivo od strane muškarca, i smatrano je simboličkom metodom ponovnog uspostavljanja patriotske muškosti, afirmacijom muške dominacije i „skidanja ljage“ sa nacije, koja joj je naneta moralna šteta, putem seksualnog opštenja sa neprijateljem.
Brijanje glave je u tom smislu, pojedini krugovi su smatrali oblikom pročišćenja, a to da su muškarci držali makaze imalo je simboličke seksističke oznake. 
Gubitkom kose žene su gubile značajnu odliku ženstvenosti, a kazna je imala za cilj deseksualizaciju, simboličku žensku kastraciju i istovremeno predstavljala demonstraciju muške dominacije. 
Brijanje glava ženama imalo je simboličko značenje i usled činjenice da je moglo predstavljati i odgovor na emancipaciju žena u međuratnom periodu kada je bila prihvaćena moda ženske frizure sa kraćom kosom.
Iza kažnjavanje žena šišanjem, često se nalazila i skrivanje ideologija. Naime iza optužbi za seksualne prekršaje predstavljalo je pokušaj da se žene degradiraju u okvirima roda i da im se na taj način uskrati pravo na ravnopravnost i emancipaciju.

## Napomene
1. ↑  Pojam „horizontalna kolaboracija“ nastao je u francuskoj istoriografiji, mada francuzi koriste i blaži termin „sentimentalna kolaboracija“ („collaboration sentimentale“).[1]

## Spoljašnje veze
- Трагична фотографија открива шта радили женама после Дана Д - 21. 12. 2019. www.express.24sata.hr (језик: хрватски)